# Super Monkey Ball Banana Rumble
Super Monkey Ball Banana Rumble — игра в жанре платформер и часть серии Super Monkey Ball, разработанная Ryu Ga Gotoku Studio и выпущенная компанией Sega в 2024 году для игровой системы Nintendo Switch.

## Игровой процесс
Основной игровой процесс схож с таковым из прошлых частей серии: игрок должен наклонять уровень, чтобы провести обезьянку в шаре до его конца, не упав при этом в пропасть и успев до истечения времени. В этой игре была добавлена новая способность под названием «Spin Dash», которая работает таким же образом, как и её одноимённый эквивалент в серии Sonic the Hedgehog: игрок заряжает шар путём многократного нажатия кнопки, после чего шар летит с большой скоростью в указанном игроком направлении. В игре есть несколько режимов, в числе которых: режим «приключения», гонки на время, режим испытаний и режим мини-игр. В игре присутствует возможность многопользовательской игры (как локальной, так и сетевой) до четырёх человек на всех режимах, кроме режима мини-игр (там могут принять участие до шестнадцати игроков). Персонажей можно кастомизировать, меняя им различные атрибуты одежды, например, рубашка или ботинки.

### Персонажи
Основной состав игровых персонажей серии остался неизменным, за исключением нового персонажа, обезьянки по имени Палетт (англ. Palette). В игре также присутствуют персонажи из других франшиз компании Sega, а именно: Аксель из серии Crazy Taxi, Бит из серии Jet Set Radio и Соник, Тейлз, Наклз и Эми Роуз из серии Sonic the Hedgehog; они доступны в качестве сезонного пропуска, который идёт в комплекте с цифровым расширенным изданием игры. В рамках обновления до версии 2.0, в игру были бесплатно добавлены виртуальная певица Хацунэ Мику и монстр Годзилла. 26 марта 2025 года в качестве играбельного персонажа был добавлен Пак-ман, а 9 апреля — Ред из серии игр Angry Birds.

## Разработка и выпуск
Игра была анонсирована 21 февраля 2024 года в рамках презентации Nintendo Direct Partner Showcase, где также была объявлена дата выхода. Юкио Ода, давний дизайнер уровней франшизы, рассказывал, что внедрение новой способности «Spin Dash» направлено на расширение игровых возможностей. Он также добавил: Даже спустя более 20 лет многие уровни первой части остаются весьма оригинальными. Считаю, что самобытность оригинальной Super Monkey Ball составляет ДНК всей серии, поэтому при создании Banana Rumble я учитывал эти особенности, одновременно адаптируя игру к современным реалиям и запросам игроков".
18 сентября 2024 года была выпущена версия 1.2.0, в которой были исправлены различные аспекты игры, а также временно добавлена вторая, после Super Monkey Ball 2, коллаборация с сельскохозяйственной компанией Dole; на уровнях, самих бананах и специальном костюме будет нанесён логотип компании. Демоверсия игры была выпущена в цифровом магазине eShop 30 октября 2024 года. Версия 2.0 была выпущена 27 ноября 2024 года.

## Оценки игры
| Сводный рейтинг       | Сводный рейтинг |
| Агрегатор             | Оценка          |
| --------------------- | --------------- |
| Metacritic            | 77/100          |
| Иноязычные издания    |                 |
| Издание               | Оценка          |
| Digital Trends        | 4/5             |
| Game Informer         | 8/10            |
| IGN                   | 8/10            |
| Nintendo Life         | 7/10            |
| Nintendo World Report | 8.5/10          |
| Shacknews             | 8/10            |

Игра получила «в основном положительные» отзывы, согласно агрегатору Metacritic.